# Lacipa gemmata
Lacipa gemmata är en fjärilsart som beskrevs av William Lucas Distant 1897. Lacipa gemmata ingår i släktet Lacipa och familjen tofsspinnare. Inga underarter finns listade i Catalogue of Life.